# 이와시미즈촌
이와시미즈촌(磐清水村)은 1956년까지 이와테현 히가시이와이군에 존속했던 촌이다. 현재의 이치노세키시 이와시이미즈에 해당한다.

## 연혁
- 1889년 4월 1일 - 정촌제 시행과 함께 히가시이와이군 이와시이미즈촌이 성립하였다.
- 1956년 9월 30일 - 센마야정, 오쿠타마촌, 고나시촌과 합병해 새로운 센마야정이 형성하였다.

## 교육
※마을 내에 고등학교는 존재하지 않는다. 가장 가까운 고등학교는 이와테 현립 치마 고등학교(지마초 치마), 이와테 현립 스미자와 고등학교(다이토초 스미자와).

## 교통

### 철도
- 일본국유철도 오후나토 선

## 참고서적
- 『이와테현 정촌 합병지』(이와테현 총무부 지방과, 1957년)